# Calze major
El calze major en el ronyó, recull l'orina dels calzes menors abocant-la a la pelvis renal. En cada ronyó hi ha dos o tres calzes per cada pelvis renal.

## Vegeu també

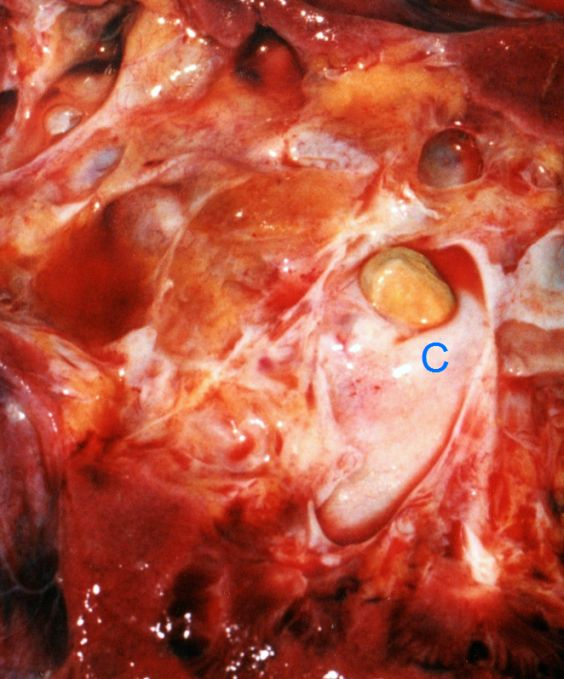
Càlcul (C) a un calze major renal.